# 東京楽所
東京楽所（とうきょうがくそ）は日本の雅楽演奏団体である。現在の代表は多忠輝（おおのただあき）。

## 概要
昭和53年（1978年）に、宮内庁式部職楽部の楽師を中心に民間からも優秀な奏者を集め、伝統芸能ではなく芸術音楽としての雅楽演奏を目的として、多忠麿、東儀兼彦、芝祐靖、木戸敏郎らによって創設された。前身は同じく楽部の楽師によって結成された紫絃会。これまでにレコードや、『雅楽の世界』『御遊』『御慶』など数多くのコンパクトディスクを制作しており、さらに毎年多数の公演を行うなど、雅楽の普及に努めている。昭和58年（1983年）外務省招請による文化使節として初めて渡欧し、以降は海外でも公演を行っている。また、2012年より東京オペラシティにおいて定期公演を開始し、2018年からはサントリーホールで行っている。日本を代表する雅楽団体であるとされている。

## ディスコグラフィー[3]
- 雅楽の世界（上）（1990年日本コロムビア）
- 雅楽の世界（下）（1990年日本コロムビア）
- 平安朝～殿上人の秘曲（1992年日本コロムビア）
- 舞楽の世界（1993年日本コロムビア）
- 日本古代歌謡の世界（1994年日本コロムビア）
- 現代日本の音楽名盤選（10）武満徹: 雅楽 秋庭歌一具（1995年ビクター）
- 春鶯囀(しゅんのうでん)（1997年日本コロムビア）
- Gagaku & Beyond（2000年Celestial Harmonies）
- Gagaku: "Gems From Foreign Lands"　（2002年Celestial Harmonies）
- 御遊（2002年キングレコード）
- 御慶（2002年キングレコード）